# Cannabis 'Blueberry'
«Черника» (англ. Blueberry) — гибридный психотропный сорт конопли (лат. Cannabis). На 80 % — индика (конопля индийская) и на 20 % — сатива (конопля посевная). Название связано с тем, что дым растения имеет отчётливый черничный вкус.
Отцветает за 8-10 недель.
Крепкое растение с красным, фиолетовым, иногда синим оттенком. Урожайность достаточно высокая. Может храниться без порчи весьма долго.
Содержание ТГК в конопле данного сорта достигает 19,5 %.
Сорт стал победителем «Кубка Конопли» в 2000 и занял 2-е и 3-е места в 2001.

## Альтернативные классификации
Все чаще обсуждается вопрос о том, адекватно ли отражают различия между видами вариабельность, обнаруженную в пределах рода каннабис.
Существует пять хемотаксономических типов каннабиса: один с высоким уровнем ТГК, один с более высокой волокнистостью и более высоким уровнем КБД, один, который является промежуточным между двумя, третий с высоким уровнем каннабигерола (КБГ), и последний один почти без каннабиноидов.